# Xã Egelston, Michigan
Xã Egelston (tiếng Anh: Egelston Township) là một xã thuộc quận Muskegon, tiểu bang Michigan, Hoa Kỳ. Năm 2010, dân số của xã này là 9.909 người.